# Phyo Un-suk
Phyo Un-suk (* 13. Juni 1981) ist eine nordkoreanische Marathonläuferin.
Beim Pjöngjang-Marathon wurde sie 2000 Fünfte, 2005 und 2006 Sechste. 2007 blieb sie als Vierte mit 2:28:54 h zum ersten Mal unter zweieinhalb Stunden. 2006 und 2007 gewann sie den Marathon von Macau und 2008 und 2009 den Pjöngjang-Marathon, zuletzt mit ihrer persönlichen Bestzeit von 2:28:34 h.
Bei den Leichtathletik-Weltmeisterschaften in Berlin kam sie auf den 42. Platz.